# Ellingsenius globosus
Ellingsenius globosus är en spindeldjursart som beskrevs av Beier 1962. Ellingsenius globosus ingår i släktet Ellingsenius och familjen tvåögonklokrypare. Inga underarter finns listade i Catalogue of Life.